# 케이티 테일러
캐슬린 "케이티" 테일러(영어: Kathleen "Katie" Taylor, 1986년 7월 2일~)는 아일랜드의 권투 선수, 축구 선수이다. 2012년 하계 올림픽에서 여자 라이트급 금메달을 획득했으며, 세계 선수권 대회에서 5연속 금메달, 유럽 선수권 대회에서 6회 우승을 달성했다. 조국인 아일랜드에서 큰 인기를 누리고 있는 여자 운동 선수이며, 아일랜드 국내외에서 여자 권투의 인지도를 높인 것으로 잘 알려져 있다.